# Kumla (đô thị)
Kumla Municipality (Kumla kommun) là một đô thị ở hạt Örebro County ở miền trung Thụy Điển. Thủ phủ là thành phố Kumla.
Đô thị hiện nay được lập trong các cuộc cải cách hành chính Thụy Điển vào các năm 1966 và 1971.
Với diện tích 207 km², đây là đô thị nhỏ nhất ở hạt Örebro.

## Các đơn vị trực thuộc
- Ekeby
- Hällabrottet
- Kumla (thủ phủ)
- Kvarntorp
- Sannahed
- Åbytorp

## Thành phố kết nghĩa
1. (1968) Frederikssund, Đan Mạch
2. (1981) Sipoo (Sibbo), Phần Lan
3. (1988) Aurskog-Høland, Na Uy